# Roth (Rhein-Lahn-Kreis)
Roth is een plaats in de Duitse deelstaat Rijnland-Palts en maakt deel uit van de Rhein-Lahn-Kreis.
Roth telt 207 inwoners.

## Bestuur
De plaats is een Ortsgemeinde en maakt deel uit van de Verbandsgemeinde Katzenelnbogen.

## Geschiedenis
Tot 1794 behoorde Roth tot het Graafschap Vianden. Rond het jaar 1228 schonk graaf Hendrik I van Vianden het landgoed met een kasteeltje een Romaans kerkje en omvangrijke landerijen omvatte, aan de Orde van de tempeliers. Bijna een eeuw bezaten de tempeliers het tiendenrecht en gebruikten zij de opbrengst voor de strijd om het Heilig Land. Na de opheffing van de Orde behoorde het Slot Roth en de omringende landerijen aan de Maltezer Orde.
Van 1794 tot 1815 behoorde Roth met de rest van Vianden tot het Franse Woudendepartement. Het Congres van Wenen wees in 1815 alle land ten oosten van de Sauer en de Our, waaronder Roth, toe aan Pruisen. Sindsdien behoorde het tot de Rijnprovincie. Vanaf 1948 is de stad deel van de bondsstaat Rijnland-Palts.
Allendorf · Altendiez · Arzbach · Attenhausen · Auel · Aull · Bad Ems · Balduinstein · Becheln · Berg · Berghausen · Berndroth · Bettendorf · Biebrich · Birlenbach · Bogel · Bornich · Braubach · Bremberg · Buch · Burgschwalbach · Charlottenberg · Cramberg · Dachsenhausen · Dahlheim · Dausenau · Dessighofen · Dienethal · Diethardt · Diez · Dörnberg · Dornholzhausen · Dörscheid · Dörsdorf · Ebertshausen · Ehr · Eisighofen · Endlichhofen · Eppenrod · Ergeshausen · Eschbach · Fachbach · Filsen · Flacht · Frücht · Geilnau · Geisig · Gemmerich · Gückingen · Gutenacker · Hahnstätten · Hainau · Hambach · Heistenbach · Herold · Himmighofen · Hirschberg · Holzappel · Holzhausen an der Haide · Holzheim · Hömberg · Horhausen · Hunzel · Isselbach · Kaltenholzhausen · Kamp-Bornhofen · Kasdorf · Katzenelnbogen · Kaub · Kehlbach · Kemmenau · Kestert · Klingelbach · Kördorf · Lahnstein · Langenscheid · Laurenburg · Lautert · Lierschied · Lipporn · Lohrheim · Lollschied · Lykershausen · Marienfels · Miehlen · Miellen · Misselberg · Mittelfischbach · Mudershausen · Nassau · Nastätten · Netzbach · Niederbachheim · Niederneisen · Niedertiefenbach · Niederwallmenach · Nievern · Nochern · Oberbachheim · Oberfischbach · Oberneisen · Obernhof · Obertiefenbach · Oberwallmenach · Oberwies · Oelsberg · Osterspai · Patersberg · Pohl · Prath · Reckenroth · Reichenberg · Reitzenhain · Rettershain · Rettert · Roth · Ruppertshofen · Sankt Goarshausen · Sauerthal · Scheidt · Schiesheim · Schönborn · Schweighausen · Seelbach · Singhofen · Steinsberg · Strüth · Sulzbach · Wasenbach · Weidenbach · Weinähr · Weisel · Welterod · Weyer · Winden · Winterwerb · Zimmerschied